# Gyllenbielkeska hospitalet

Gyllenbielkeska hospitalet i Kvidinge uppfördes och öppnade 1729 med hjälp av testamenterade medel från Håkan Gyllenbielke. Det är ett av Sveriges äldsta bevarade fattighus.

## Hospitalet
Håkan Gyllenbielke testamenterade all sin kvarlåtenskap till en stiftelse för fattiga och gamla inom ett upptagningsområde i Åsbo, Bjäre och Luggude härader (samma som för utskrivning för regementet). Ett hospital uppfördes och öppnades 1729 och var avsett för ett 40-tal gäster. Från de ålderdomliga lokalerna avflyttade de sista 1949. Av donationsmedlen utdelas alltjämt bidrag till hjälpsökande.

## Församlingshem
Inom Kvidinge församling hade det sedan tidigt 1900-tal funnits intresse för en särskild samlingssal. Donationer hade gjorts för detta ändamål. I slutet av 1950-talet uppmärksammades möjligheten att i det nedlagda hospitalet inreda sådana lokaler för kyrkans verksamhet. Kungl. Maj:t godkände Gyllenbielkeska Stiftelsens försäljning av hospitalbyggnaden till församlingen. Detta skedde under förutsättning att byggnaden skulle skyddas som kulturminne och att norra salen bibehölls oförändrad för att visa hur hospitalet en gång fungerat.
Ombyggnaden företogs under år 1958. De två mellersta salarna sammanslogs till en större samlingssal för omkring 150 personer. Södra salen omändrades till syförenings- och samkvämsrum. Ett kaffekök och en entréhall inrättades. Pannrum och toaletter för kyrkobesökare förlades till nyupptagna källarutrymmen. 
Genom donation utsmyckades stora salen med bland annat en freskomålning av kyrkomålaren Pär Siegård, vilken målning symboliserar karolinens gåva till de gamla. I Hembygdshallen (Ägd av Kvidinge sockens Hembygdsförening) även originalskisserna till kommunens slutgåva till funktionärer vid kommunens upphörande med utgång av år 1973. Skisserna är utförda av konstnären Bertil Liljeblad.
I församlingshemmet södra sal hänger en samtida porträttmålning av Håkan Gyllenbielke.

## Museet i Gyllenbielkeska Hospitalet
Den norra delen av hospitalet finns bevarat med samlingsrum, kök och ett antal personliga rum. Samlingsrummet var de boendes gemensamma utrymme, där de bl.a. åt och träffades. Ett par av de personliga rummen finns bevarade med tidstypisk inredning. Rummen är bara ca. 5 kvm, så man hade i stort sett bara plats för säng och ett bord. I anslutning till samlingsrummet finns det gamla köket bevarat med en hel del utrustning. Den stora eldstaden dominerar i köket. På andra våningen finns ett skolmuseet. På våning två och tre finns gamla saker, från Kvidinge, samlade. Här finns bl.a. ett klassrum och en mindre kyrkosal. Detta museum drivs av Kvidinge Sockens Hembygdsförening. 